# Liste der denkmalgeschützten Objekte in Grafenbach-St. Valentin
Die Liste der denkmalgeschützten Objekte in Grafenbach-St. Valentin enthält die 3 denkmalgeschützten, unbeweglichen Objekte der Gemeinde Grafenbach-St. Valentin im niederösterreichischen Bezirk Neunkirchen.

## Denkmäler
| Foto |                 | Denkmal                                                                              | Standort                                                      | Beschreibung | Metadaten |
| ---- | --------------- | ------------------------------------------------------------------------------------ | ------------------------------------------------------------- | --- | --- |
| ja   | Datei hochladen | Flur-/Wegkapelle HERIS-ID: 79937 Objekt-ID: 93642                                    | vor Kapellenplatz 1 Standort KG: St. Valentin-Landschach      | kleiner Bau mit geschweiftem Blendgiebel und Spitzbogenöffnung bezeichnet 1841, Giebelstück und IHS bezeichnet 1881 | BDA-Hist.: Q38172330 Status: § 2a Stand der BDA-Liste: 2025-06-30 Name: Flur-/Wegkapelle GstNr.: 771/5                                                |
| ja   | Datei hochladen | Pfarrhof mit Wirtschaftsgebäude und Umfassungsmauer HERIS-ID: 50648 Objekt-ID: 55810 | Peter Johann-Platz 1 Standort KG: St. Valentin-Landschach     | im Kern frühbarocke Anlage mit Wirtschaftsgebäuden, 1969 stark erneuert, Umfassungsmauer mit rechteckiger Einfahrt, bezeichnet 1799 und 1969, mächtiger frei stehender zweigeschoßiger Hauptbau, Fassade 1969 erneuert | BDA-Hist.: Q38041447 Status: § 2a Stand der BDA-Liste: 2025-06-30 Name: Pfarrhof mit Wirtschaftsgebäude und Umfassungsmauer GstNr.: .2                |
| ja   | Datei hochladen | Kath. Pfarrkirche hl. Valentin HERIS-ID: 34994 Objekt-ID: 33549                      | bei Peter Johann-Platz 1 Standort KG: St. Valentin-Landschach | 1204 urkundlich Kapelle, im Kern romanische Kapelle, Filiale von St. Lorenzen, um 1300 Kirchenneubau, nach 1617 St. Lorenzen an das Stift Neukloster in Wiener Neustadt, 1659 Barockisierung, 1684 Brand, bis 1726 Umbauten und Errichtung des Westturms, 1746/75 Liebfrauenkapelle, 1784 Eigenpfarre, 1880 Neukloster mit Stift Heiligenkreuz vereinigt, 1989/90 Erweiterungsbau nach Norden nach Plänen von Reinhard Gieselmann. | BDA-Hist.: Q28360021 Status: § 2a Stand der BDA-Liste: 2025-06-30 Name: Kath. Pfarrkirche hl. Valentin GstNr.: .1 Pfarrkirche St. Valentin-Landschach |